# Audit interne
L'audit interne est une activité indépendante qui permet de donner des conseils à une organisation

## Enjeux
L'audit interne est exercé dans différents environnements juridiques et culturels ainsi que dans des organisations dont l'objet, la taille, la complexité et la structure sont divers.
Parfois aussi appelé inspection générale, l'audit interne se structure aujourd'hui autour d'un ensemble de bonnes pratiques professionnelles partagées au niveau international.
L'audit interne a ainsi vocation à porter sur l'ensemble des activités ou processus opérationnels et stratégiques de l'organisation. Il joue un rôle de contrôle et de conseil pour ses dirigeants, constitue un levier de performance, d'amélioration des processus et permet notamment aux grandes organisations de vérifier que les entités sont bien en adéquation avec la stratégie du groupe.
Il est en général exercé par une équipe rattachée au président, ou par des professionnels de l'audit, internes ou externes à l'organisation.

## Histoire
L'audit interne est une profession née aux États-Unis en 1930.
Au fil des années, le champ d'investigation de l'audit interne a été élargi : du domaine purement financier, il s'est étendu à l'ensemble des grandes fonctions et opérations des organisations.
Pour promouvoir cette activité et en accroitre la compétence professionnelle, technique et managériale des auditeurs internes, l'Institut des Auditeurs Internes (Institute of Internal Auditors) (IIA) a été créé en 1941 aux États-Unis.
En France, l'audit interne a été introduit dans les années 1960. L'Institut français des auditeurs et contrôleurs internes (IFACI) a été créé en 1965. Cet institut a pour but de promouvoir les compétences de ses membres et développer l'activité de l'audit interne.
La plupart des grandes organisations privées ou publiques sont aujourd'hui dotées d'une activité d'audit interne.

## Indépendance organisationnelle
L'audit Interne dépend hiérarchiquement du chef de l'organisation (président-directeur général, CEO, etc.) et fonctionnellement du comité d'audit, émanation du conseil d'administration.
Le Responsable de l'Audit Interne (RAI) est ainsi indépendant de la direction de l'organisation, notamment de la direction financière.
C'est ce rattachement au comité d'audit qui permet au RAI d'évaluer de manière indépendante les activités de toutes les directions et de tout le personnel. Cette indépendance organisationnelle se manifeste à plusieurs égards: 
- Définition indépendante des objectifs de la fonction et des procédures d’audit : définition indépendante du plan d’audit annuel ;
- Rattachement hiérarchique («reporting line») indépendant de toute autre direction ou service : nomination et révocation indépendante du RAI; ressources et budget indépendants ;
- Droit de communication : le RAI doit pouvoir communiquer directement avec la Direction Générale.

Les Responsables de l’Audit ne sont en principe pas responsables de la gestion directe de l’organisation; ils conseillent le management et le Conseil d’Administration (ou organes de supervision similaires) sur l’exécution de leurs responsabilités.

## Démarche de l'auditeur interne
Selon son acception internationale, l'audit interne est une activité indépendante et objective menée dans une double optique d'assurance et de conseil à la direction générale d'une organisation.
L'audit cherche ainsi à assurer et conseiller cette organisation, à la lumière de ses principaux objectifs, quant à la maîtrise de ses processus opérationnels, stratégiques et de gouvernance.

### Définition du programme d'audit
Les missions confiées à l'audit interne sont diligentées en fonction des principaux risques, compris comme l'ensemble des évènements ou facteurs susceptibles d'empêcher l'atteinte des objectifs de l'organisation. 
L’identification des risques peut provenir d'un manager des risques ou de l'équipe dirigeante; elle sert à la priorisation et à la planification des missions d'audit. Des missions "hors programme", se rattachant à des risques identifiés ou émergents, peuvent également être commanditées en cours d'exercice. 

### Engagement formalisé de la mission
La mission d'audit fait en général l'objet d'une notification formelle aux entités, services, programmes, activités, etc. auditées.
Le Directeur de l'Audit doit par ailleurs s'assurer que les ressources qu'il utilise disposent des compétences, de l'objectivité et du temps nécessaire pour accomplir les travaux nécessaires à la mission.

### Conduite de la mission
Si le format d'une mission d'audit peut varier en fonction de son objet et des attentes de la direction générale (conseil, appui, assurance, due diligence, etc.), on distingue en général trois phases dans une mission d'audit classique :
- phase de préparation : l'auditeur prépare sa mission en évaluant à partir des objectifs de l'activité auditée et de la documentation disponible les forces et faiblesses apparentes. Il construit ou prend connaissance du référentiel applicable (procédures, réglementation, bonnes pratiques, environnement de contrôle...) relatif au thème de sa mission. Il décrit la stratégie de sa mission et notamment les tests d'audits qu'il devra déployer pour la mener à bien.

- phase de test : l'auditeur réalise les tests envisagés lors de la phase de préparation qui incluent au sens large l'ensemble des diligences d'audit :
  - entretiens
  - envoi de questionnaires
  - circularisation de tiers
  - collecte de documents internes
  - tests applicatifs
  - visites de sites
  - inventaires physiques

- phase de synthèse : l'équipe d'audit organise les éléments relevés selon un système de référencement tracé et qui peut lui-même être audité. Les principaux outils disponibles sont :
  - les comptes rendus d'entretiens validés par les audités
  - les feuilles de travail qui matérialisent les travaux des auditeurs
  - des outils spécifiques à l'audit interne comme :
    - la Feuille de Révélation et d'Analyse des Problèmes (FRAP) qui décompose chaque problème en :
      - Constat ou observation
      - Conséquence ou risque
      - Analyse causale
      - Recommandation : Dans le meilleur des cas, la recommandation est élaborée en collaboration avec l'entité qui aura la charge de la mettre en œuvre et fera l'objet d'un plan d'action dès la parution du rapport

  - le rapport d'audit qui offre une vision synthétique des travaux de l'auditeur à la Direction générale de l'organisation.

### Suivi des recommandations
Selon l'organisation, l'Audit Interne ou le Contrôle Interne a la charge de s'assurer que les recommandations se traduisent par des plans d'action suivis par les entités concernées.